# 114. vestlige længdekreds
Den 114. vestlige længdekreds (eller 114 grader vestlig længde) er en længdekreds, der ligger 114 grader vest for nulmeridianen. Den løber gennem Ishavet, Nordamerika, Stillehavet, det Sydlige Ishav og Antarktis.